# Флоренс (Јужна Дакота)
Флоренс (енгл. Florence) град је у америчкој савезној држави Јужна Дакота.

## Демографија
По попису из 2010. године број становника је 374, што је 75 (25,1%) становника више него 2000. године.
| Група             | 2000.       | 2010.       |
| Белци             | 286 (95,7%) | 363 (97,1%) |
| Афроамериканци    | 1 (0,3%)    | 0 (0,0%)    |
| Азијати           | 1 (0,3%)    | 0 (0,0%)    |
| Хиспаноамериканци | 0 (0,0%)    | 0 (0,0%)    |
| Укупно            | 299         | 374         |